# Саттер-Крік (Каліфорнія)
Саттер-Крік (англ. Sutter Creek) — місто (англ. city) в США, в окрузі Амадор штату Каліфорнія. Населення — 2646 осіб (2020).

## Географія
Саттер-Крік розташований за координатами 38°23′34″ пн. ш. 120°47′53″ зх. д. / 38.39278° пн. ш. 120.79806° зх. д. (38.392857, -120.798062).  За даними Бюро перепису населення США в 2010 році місто мало площу 6,62 км², уся площа — суходіл. В 2017 році площа становила 7,02 км², уся площа — суходіл.

### Клімат
| Клімат : Саттер-Крік    | Клімат : Саттер-Крік | Клімат : Саттер-Крік | Клімат : Саттер-Крік | Клімат : Саттер-Крік | Клімат : Саттер-Крік | Клімат : Саттер-Крік | Клімат : Саттер-Крік | Клімат : Саттер-Крік | Клімат : Саттер-Крік | Клімат : Саттер-Крік | Клімат : Саттер-Крік | Клімат : Саттер-Крік | Клімат : Саттер-Крік |
| Показник                | Січ.                 | Лют.                 | Бер.                 | Квіт.                | Трав.                | Черв.                | Лип.                 | Серп.                | Вер.                 | Жовт.                | Лист.                | Груд.                | Рік                  |
| Абсолютний максимум, °C | 20,0                 | 22,8                 | 27,2                 | 33,3                 | 37,8                 | 40,6                 | 43,3                 | 41,7                 | 40,0                 | 37,2                 | 31,7                 | 21,1                 | 43,3                 |
| Середній максимум, °C   | 12,1                 | 13,8                 | 16,6                 | 18,7                 | 24,7                 | 30,6                 | 34,0                 | 33,1                 | 30,3                 | 23,7                 | 16,7                 | 12,3                 | 22,2                 |
| Середня температура, °C | 7,7                  | 9,1                  | 11,0                 | 12,6                 | 17,6                 | 22,2                 | 25,6                 | 24,8                 | 22,6                 | 17,2                 | 11,8                 | 8,1                  | 15,8                 |
| Середній мінімум, °C    | 3,3                  | 4,4                  | 5,4                  | 6,5                  | 10,4                 | 14,0                 | 17,1                 | 16,4                 | 14,9                 | 10,7                 | 6,9                  | 3,8                  | 9,5                  |
| Абсолютний мінімум, °C  | −5                   | −2,8                 | −2,2                 | −1,7                 | −0,6                 | 5,0                  | 5,6                  | 8,3                  | 6,7                  | 2,8                  | −2,2                 | −6,7                 | −6,7                 |
| Норма опадів, мм        | 133                  | 112                  | 98                   | 70                   | 27                   | 7                    | 0                    | 3                    | 7                    | 43                   | 92                   | 133                  | 725                  |
| Днів з опадами          | 10                   | 10                   | 9                    | 6                    | 4                    | 1                    | 0                    | 1                    | 1                    | 4                    | 7                    | 10                   | 63                   |
| ----------------------- | -------------------- | -------------------- | -------------------- | -------------------- | -------------------- | -------------------- | -------------------- | -------------------- | -------------------- | -------------------- | -------------------- | -------------------- | -------------------- |
| Джерело:                |                      |                      |                      |                      |                      |                      |                      |                      |                      |                      |                      |                      |                      |

## Демографія
Згідно з переписом 2010 року, у місті мешкала 2501 особа в 1168 домогосподарствах у складі 660 родин. Густота населення становила 378 осіб/км².  Було 1367 помешкань (206/км²).
Расовий склад населення:
| - 90,8 % — білих - 2,6 % — азіатів - 1,4 % — корінних американців - 0,4 % — чорних або афроамериканців - 0,2 % — вихідців з тихоокеанських островів - 1,6 % — осіб інших рас |

До двох чи більше рас належало 3,0 %. Частка іспаномовних становила 8,8 % від усіх жителів.
За віковим діапазоном населення розподілялося таким чином: 18,6 % — особи молодші 18 років, 55,4 % — особи у віці 18—64 років, 26,0 % — особи у віці 65 років та старші. Медіана віку мешканця становила 49,4 року. На 100 осіб жіночої статі у місті припадало 84,3 чоловіків;  на 100 жінок у віці від 18 років та старших — 83,2 чоловіків також старших 18 років.
Середній дохід на одне домашнє господарство  становив 56 408 доларів США (медіана — 40 707), а середній дохід на одну сім'ю — 75 196 доларів (медіана — 65 625). За межею бідності перебувало 19,0 % осіб, у тому числі 34,9 % дітей у віці до 18 років та 8,1 % осіб у віці 65 років та старших.
Цивільне працевлаштоване населення становило 779 осіб. Основні галузі зайнятості: освіта, охорона здоров'я та соціальна допомога — 23,0 %, публічна адміністрація — 16,6 %, мистецтво, розваги та відпочинок — 13,4 %, науковці, спеціалісти, менеджери — 12,5 %.